# Bandidus exilis
Bandidus exilis är en insektsart som först beskrevs av Peter Esben-Petersen 1918. 
Bandidus exilis ingår i släktet Bandidus och familjen myrlejonsländor. Inga underarter finns listade i Catalogue of Life.